# Diadochi

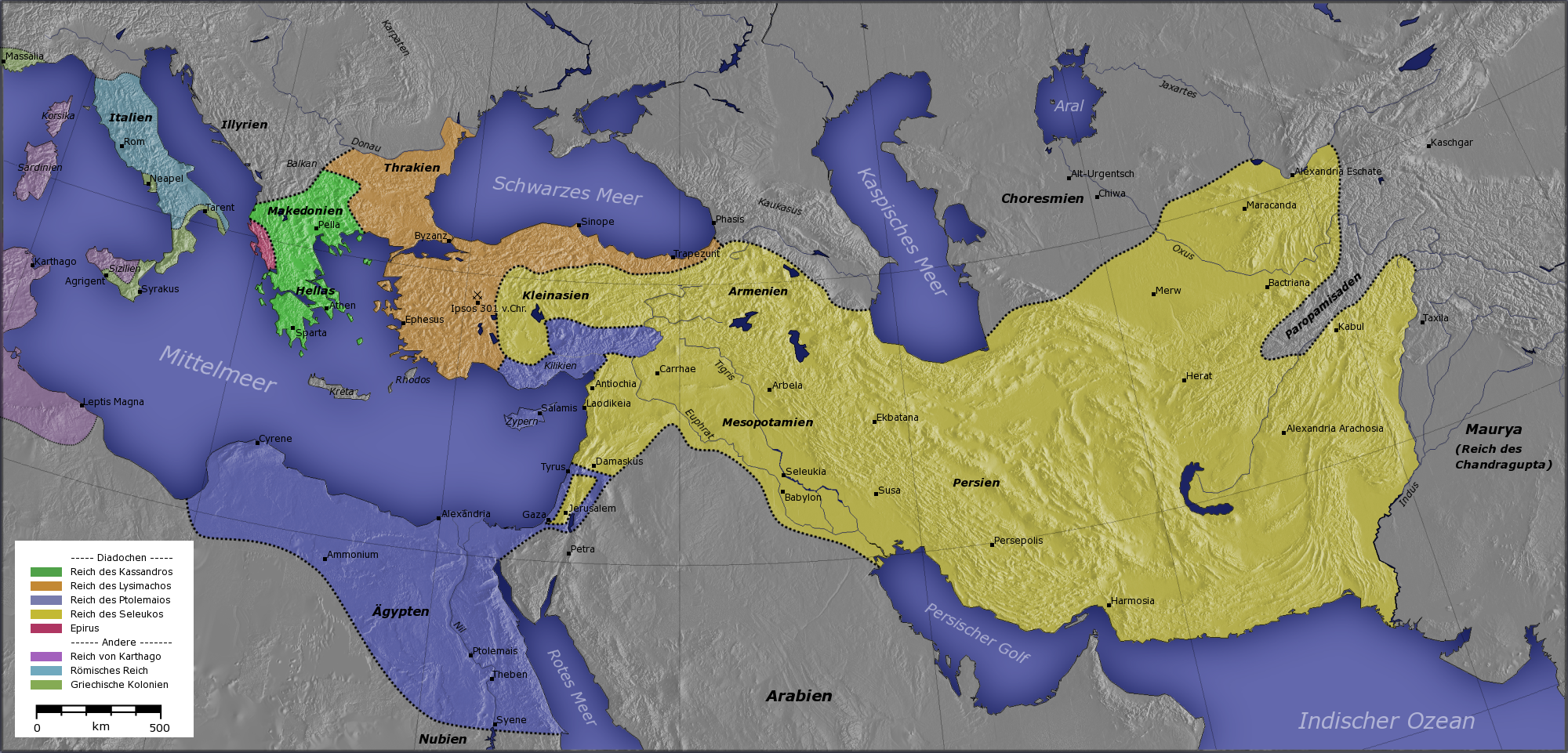
Vương quốc của các Diadochi sau trận Ipsus, khoảng năm 301 TCN.
Vương quốc của Ptolemaios I Soter
Vương quốc của Cassander
Vương quốc của Lysimachus
Vương quốc của Seleukos I Nikator
Vương quốc Ipiros
khác
Carthage
Roma
Thuộc địa Hy Lạp

 Diadochi (số ít là Diadochus trong tiếng La Tinh, từ tiếng Hy Lạp: Διάδοχοι, Diadokhoi, "người thừa kế") là những người tranh giành ngôi vị của Alexander Đại đế sau khi ông chết. Các cuộc chiến mà họ gây ra gọi là Các cuộc chiến tranh Diadochi, dẫn đến sự phân rã của Đế chế Hy Lạp do Alexander Đại đế dựng nên thông qua các cuộc chinh phạt. Con cháu của họ, được gọi là Epigonoi (tiếng Hy Lạp: Ἐπίγονοι, "offspring"), đã tranh giành nhau quyền cai trị đế chế Diadochi, hình thành các đế chế cát cứ nhỏ hơn. Đây là sự mở đầu thời kỳ Hy Lạp hóa trong lịch sử Hy Lạp, thời kì mà có nhiều người mặc dù không còn là người Hy Lạp thuần chủng nhưng đã tiếp thu triết học Hy Lạp, nền văn minh đô thị, và các tư tưởng tôn giáo Hy Lạp.

## Sự qua đời của Alexander năm 323 TCN
Khi Alexanderos Đại đế mất vào ngay 10 tháng 6 năm 323 TCN, ông đã để lại một vương quốc rộng lớn được hợp thành từ nhiều vùng lãnh thổ độc lập. Đế chế của Alexanderos kéo dài từ quê nhà của ông Macedon, cùng với các thành bang Hy Lạp mà cha ông đã chinh phục tới tận Bactria và một phần của phía đông Ấn Độ. Nó bao gồm Anatolia, Levant, Ai Cập, Babylonia, và Ba Tư.
Sau khi Alexander mất đột ngột, gần như ngay lập tức nổ ra tranh chấp giữa các thống chế của ông để chọn người thừa kế chính thức của ông. Meleager và một số tướng lĩnh bộ binh đã đề cử anh em cùng cha khác mẹ của Alexander là Arrhidaeus làm người kế vị. Trong khi đó, Perdiccas và các tướng chỉ huy kị binh ủng hộ việc chờ đợi đứa trẻ chưa sinh ra của Alexander và Roxana. Cuối cùng, một sự thỏa hiệp đã được quyết định: Arrhidaeus được lập làm vua với tên hiệu là Phillip III, nhưng sẽ chia sẻ quyền cai trị cùng với con của Roxana nếu như đó là con trai (sau này là vua Alexander IV). Perdiccas tự nhận mình là nhiếp chính của đế chế, và Meleager sẽ được kế thừa vị trí này sau ông.
Tuy nhiên, không lâu sau đó, Perdiccas đã ủng hộ một cuộc đảo chính khiến Meleager và các chỉ huy bộ binh khác bị giết. Các thống chế chỉ huy kị binh khác, những người đã ủng hộ Perdiccas, đã được thưởng tại cuộc phân chia tại Babylon bằng việc trở thành phó vương của các phần của đế chế. Ptolemaios đã nhận được Ai Cập, Laomedon nhận được Syria và Phoenicia; Philotas (Tổng trấn) được Cilicia; Peithon được Media, Antigonos I Monophthalmos nhận được Phrygia, Lycia và Pamphylia; Asander nhận được Caria; Menander được Lydia, Lysimachus nhận được Thrace; Leonnatus nhận được Hellespontine Phrygia và Neoptolemus có Armenia. Macedon và phần còn lại của Hy Lạp được theo quy định chung của Antipater, người quản lý chúng cho Alexander, và Craterus, người thay mặt Alexander, trong khi người thư ký cũ của Alexander, Eumenes xứ Cardia, đã được nhận Cappadocia và Paphlagonia.
Ở phía đông, Perdiccas để lại nguyên vẹn phần lớn sắp xếp của Alexandros,Taxiles và Porus vẫn cai trị vương quốc của họ. Cha vợ của Alexander, Oxyartes, cai trị Gandara; Sibyrtius cai trị Arachosia và Gedrosia; Stasanor cai trị Aria và Drangiana; Philip cai trị Bactria và Sogdiana; Phrataphernes cai trị Parthia và Hyrcania, Peucestas quản lý Ba Tư. Tlepolemus được chuyển tới Carmania; Atropates quản lý miền Bắc Media, Archon có Babylon và Arcesilas cai trị phía bắc Mesopotamia.

## Cuộc nổi loạn ở Hy Lạp, 323-322 TCN
Trong khi đó, tin tức về cái chết của Alexander đã tạo tiền đề cho một cuộc nổi dậy ở Hy Lạp, còn được gọi là cuộc chiến tranh Lamian. Athens và các thành phố khác tham gia cùng với nhau, nhằm tách khỏi sự khống chế của Macedon. Cuộc nổi loạn đã bị Antipater trấn áp và dần bao vây quân nổi loạn tại pháo đài ở Lamian. Trong cuộc trần áp, Antipater đã được giúp đỡ bởi Leonnatus, người mà về sau đã tử trận trong khi giao tranh. Tuy nhiên, mãi cho đến khi có sự tham gia của Craterus với một hạm đội, đã đánh bại người Athen tại trận đánh Crannon vào ngày 5 tháng 9 năm 322 TCN, cuộc chiến tranh Lamian mới thực sự chấm dứt. Điều này chấm dứt sự phản kháng của người Hy Lạp đối với sự cai trị của Macedon.
Cũng trong khi đó, Peithon đã đàn áp một cuộc nổi loạn của người Hy Lạp định cư tại miền đông của đế chế. Perdiccas và Eumenes thừa cơ xâm chiếm mở rộng vùng Cappadocia.

## Chiến tranh Diadochi, 322-301 TCN

### Cuộc chiến tranh Diadochi lần đầu, 322-320 TCN

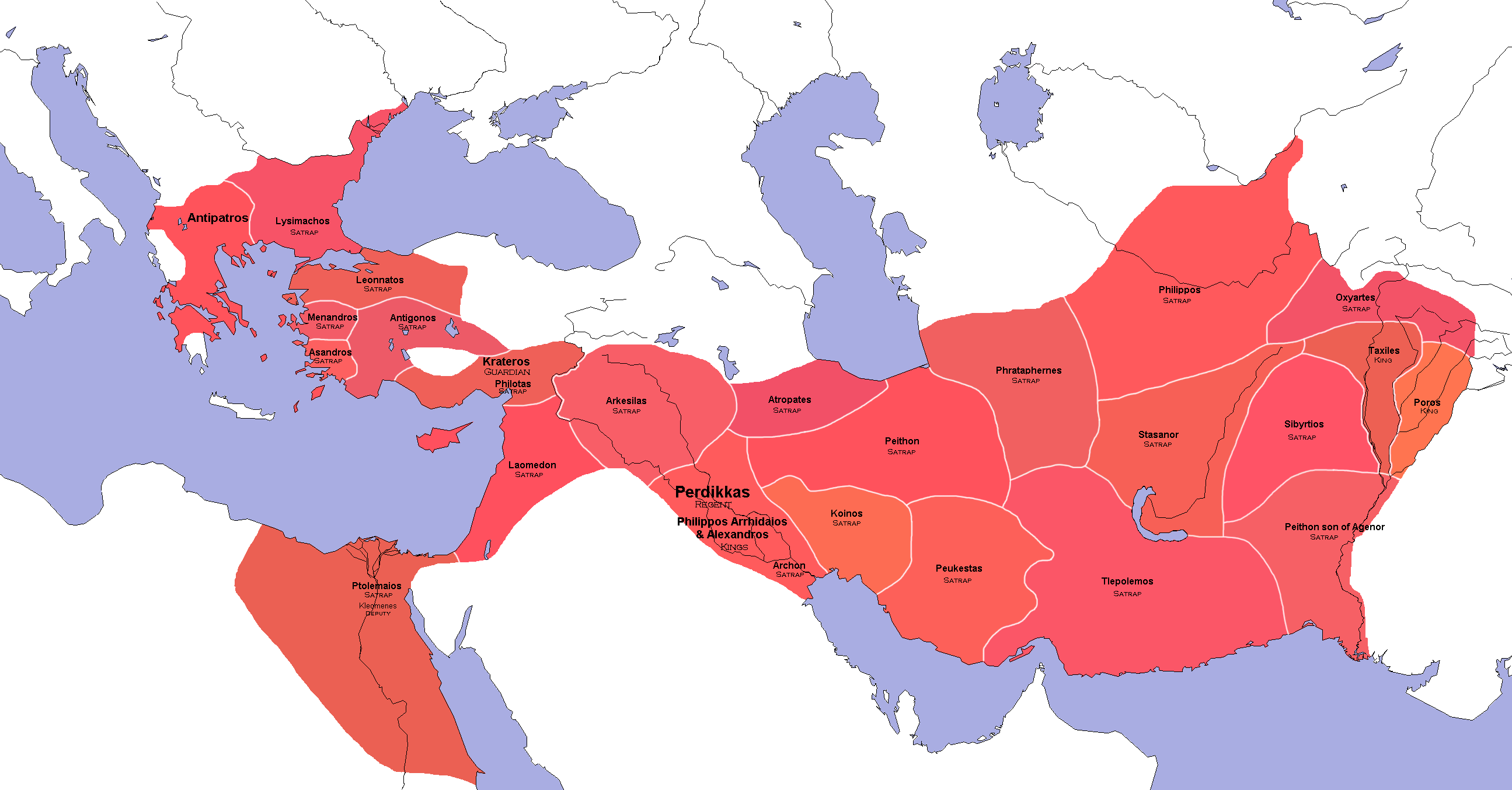
Sự phân chia cai trị của các thống đốc Macedon sau cuộc thoả hiệp Babylon TrCN

Sau khi các cuộc nổi loạn của người Hy Lạp đã bị dẹp tan, tình hình có vẻ ổn định. Tuy nhiên, xung đột đã sớm nổ ra. Cuộc hôn nhân của Perdiccas với em gái của Alexander, Cleopatra dẫn đến sự phản kháng của Antipater, Craterus, Antigonus, và Ptolemaios. Một nguyên nhân được xem là trực tiếp dẫn đến cuộc nổi loạn là hành động đánh cắp thi thể của Alexander đại đế và đem nó đến Ai Cập. Mặc dù Eumenes đánh bại các kẻ nổi loạn ở Tiểu Á, thậm chí đã giết được Craterus trong một trận đánh, nhưng cuộc nổi loạn đã không bị dẹp tan mà còn làm bùng nổ mạnh hơn. Perdiccas đã bị các thống chế của mình Peithon, Seleukos và Antigenes ám sát trong khi xâm lược Ai Cập.
Ptolemaios đã thỏa thuận một hiệp ước với những kẻ giết Perdiccas, là Peithon và quan nhiếp chính Arrhidaeus ở vùng đất của ông. MỘt hiệp ước khác với Antipater, được biết với tên Hiệp ước Triparadisus, cũng được thiết lập. Theo đó, Antipater đã trở thành nhiếp chính của đế chế và 2 vị vua Phillip III và Alexander IV được đưa tới Macedon. Antigonus vẫn phụ trách Phrygia, Lycia, và Pamphylia, được bổ sung thêm Lycaonia. Ptolemaios giữ lại Ai Cập, Lysimachus giữ Thrace, trong khi ba kẻ giết Perdiccas là Seleukos, Peithon, và Antigenes - được nhận các tỉnh Babylonia, Media và Susiana tương ứng với các phần mà họ kiểm soát. Arrhidaeus, cựu nhiếp chính được nhận Hellespontine Phrygia. Antigonus được giao phó nhiệm vụ diệt trừ tận gốc kẻ ủng hộ Perdiccas, Eumenes. Trong thực tế, Antipater giữ lại cho mình quyền kiểm soát châu Âu, trong khi Antigonus, như là lãnh đạo của đội quân lớn nhất phía đông Hellespont, được giao một chức vụ tương tự ở châu Á.

### Cuộc chiến tranh Diadochi lần hai, 319-315 TCN
Chiến tranh sớm nổ ra một lần nữa, sau cái chết của Antipater năm 319 TCN. Trước đó, Antipater tuyên bố Polyperchon kế nhiệm ông như là nhiếp chính, bỏ qua con trai của mình là Cassander. Một cuộc nội chiến nổ ra ngay tại Macedonia và Hy Lạp giữa Polyperchon và Cassander, với sự hỗ trợ phía sau của Antigonus và Ptolemaios. Polyperchon liên minh với Eumenes ở châu Á, nhưng đã bị đuổi khỏi Macedonia bởi Cassander, và chạy trốn đến Epirus cùng với vị vua nhỏ Alexandros IV và mẹ Roxane. Ở Epirus, ông tham gia lực lượng của Olympias, mẹ của Alexandros Đại đế, và họ cùng nhau xâm chiếm Macedonia một lần nữa. Họ đã liên minh với đội quân chịu sự chỉ huy của vua Philip Arrhidaeus và vợ của ông là Eurydice, nhưng đã bỏ mặc sau đó và để lại nhà vua và vợ của ông rơi vào tay Olympias. Cả hai đều bị sát hại vào năm 317 TCN. Mặc dù vậy, ngay sau đó, Kassandros đã chiến thắng, bắt và giết Olympias, kiểm soát toàn bộ Macedonia cùng với vị vua nhỏ và mẹ của ông.
Ở phía đông, Eumenes đã bị đuổi tới miền đông bởi lực lượng của Antigonos. Sau các trận đánh lớn tại Paraitacene năm 317 TCN và tại Gabiene trong năm 316 TCN, Eumenes cuối cùng bị phản bội và bị giết bởi binh lính của mình vào năm 315 TCN, để cho Antigonos kiểm soát toàn bộ vùng lãnh thổ rộng lớn của các tỉnh châu Á.

### Chiến tranh Diadochi lần ba, 314-311 TCN
Trong cuộc chiến này, Antigonus, người đã trở nên quá hùng mạnh khiến cho các vị vua khác khó có thể chấp nhận, phải đối mặt với Ptolemaios, Lysimachus, và Cassander. Antigonus đã xâm lược Syria, dưới sự kiểm soát Ptolemaios, và bao vây Týros trong hơn một năm. Antigonus cũng đã liên minh với Polyperchon, người vẫn còn kiểm soát một phần của Peloponnese, và tuyên bố tự do cho những người Hy Lạp để có được họ về phía mình. Nhưng dẫu vậy Cassander đã bị cám dỗ để thiết lập hòa bình với Antigonus, tại châu Á cuộc chiến chống lại vị tướng một mắt đã nổ ra, với việc Ptolemaios xâm lược Syria và đánh bại con trai Antigonus, Demetrius Poliorcetes, trong trận Gaza, năm 312 TCN) và Seleukos đã nắm được quyền kiểm soát Babylon, và vì thế, những có thể vươn tới những tỉnh phía đông đế chế của Alexander. Mặc dù Antigonus đã ký kết một thỏa hiệp hòa bình với Ptolemaios, Lysimachus, và Cassander, ông vẫn tiếp tục cuộc chiến với Seleukos, cố gắng khôi phục lại quyền kiểm soát tới phía đông của đế quốc này. Mặc dù ông đã tiến xa tới tận Babylon năm 310 TCN, Chiến tranh Babylon (311-309TCN) đã kết thúc trong thất bại của Antigonus.
Vào khoảng cùng thời gian, Cassander đã ám sát vị vua trẻ Alexander IV và Roxane mẹ ông, kết thúc giai đoạn nhà Argead đã cai trị Macedonia trong nhiều thế kỷ.

### Chiến tranh Diadochi lần thứ tư
Chiến tranh lại nổ ra một lần nữa. Ptolemaios đã được mở rộng quyền lực của mình vào Aegean và Cộng hòa Síp, trong khi Seleukos đã tiến về phía Đông để củng cố sự kiểm soát của ông với vùng lãnh thổ rộng lớn phía đông của đế chế của Alexander. Antigonus lại tiếp tục chiến tranh, gửi con trai ông là Demetrius tới để giành quyền kiểm soát của Hy Lạp. Năm 307 TCN, ông chiếm Athens, trục xuất Demetrius của Phaleron, thống đốc của Cassander, và tuyên bố thành phố được tự do một lần nữa. Demetrius bây giờ chuyển sự chú ý của mình tới Ptolemaios, xâm lược đảo Síp và đánh bại hạm đội của Ptolemaios trong trận Salamis. Kết quả của chiến thắng này, Antigonus và Demetrius đều tự xưng vương, và sớm tiếp theo họ, Ptolemaios, Seleukos, Lysimachus, và cuối cùng Cassander, cũng xưng vị thừa kế chính thống của đế chế Hy Lạp Macedon.
Năm 306 TCN, Antigonus đã cố gắng xâm lược Ai Cập, nhưng một cơn bão đã ngăn chặn hạm đội của Demetrius, và ông bị buộc phải trở về nhà. Lúc này, với Cassander và Ptolemaios bị suy yếu, và Seleukos vẫn còn ở phía Đông, Antigonus và Demetrius chuyển sự chú ý của họ tới Rhodes, hòn đảo bị bao vây bởi lực lượng của Demetrius vào năm 305 TCN (xem cuộc vây hãm Rhodes). Hòn đảo này đã được tăng cường thêm quân từ Ptolemaios, Lysimachus, và Cassander. Cuối cùng, người Rhodian đạt được một thỏa hiệp với Demetrius - họ sẽ ủng hộ Antigonus và Demetrius chống lại tất cả kẻ thù, trừ Ptolemaios là đồng minh lớn của họ. Ptolemaios đã lấy danh hiệu Soter ("Đấng Cứu Thế") cho vai trò của mình trong việc ngăn chặn sự sụp đổ của Rhodes, nhưng chiến thắng cuối cùng là của Demetrius, vì nó khiến ông rảnh tay để tấn công Cassander ở Hy Lạp. Demetrius trở về Hy Lạp, đánh bại Cassander, và thành lập một liên minh Hy Lạp mới, tự mình là tổng chỉ huy, để bảo vệ các thành phố Hy Lạp chống lại mọi kẻ thù (và đặc biệt là Cassander).
Đối mặt với các mối đe dọa, Cassander thỉnh cầu hòa bình, nhưng bị Antigonus tuyên bố từ chối, và Demetrius xâm chiếm Thessaly, nơi ông và Cassander đối mặt nhau trong các cuộc đụng độ không phân thắng bại. Nhưng lúc này Cassander kêu gọi được viện trợ từ các đồng minh của mình, và Anatolia đã bị xâm chiếm bởi Lysimachus, buộc Demetrius rút khỏi Thessaly và gửi quân đội đến Tiểu Á để giúp đỡ cha mình. Với sự hỗ trợ từ Cassander, Lysimachus đã tràn qua chiếm phần lớn phía tây Anatolia, nhưng đã sớm (301 TCN) bị cô lập bởi Antigonus và Demetrius gần Ipsus. Ở đây với quyết định can thiệp từ Seleukos, người đến đúng lúc để bảo vệ Lysimachus khỏi sự đe dọa và hoàn toàn đè bẹp Antigonus trong trận Ipsus. Antigonus đã bị giết trong cuộc chiến, và Demetrius bỏ chạy trở lại Hy Lạp để cố gắng bảo vệ sự cai trị của mình ở đó. Lysimachus và Seleukos chia vùng lãnh thổ châu Á của Antigonus giữa họ với nhau, với Lysimachus nhận được phía tây Tiểu Á và Seleukos phần còn lại, ngoại trừ Cilicia và Lycia, mà đã thuộc về Pleistarchus anh trai của Cassander.

## Cuộc chiến ở Macedonia, 298-285 TCN
Kassandros mất năm 298 TCN, và các con trai của ông, Antipatros và Alexanders, đã tỏ ra yếu kém. Sau khi tranh chấp với anh trai mình, Alexandros V mời Demetrios, người đã giữ quyền kiểm soát của Síp, bán đảo Peloponnese, và rất nhiều các hòn đảo Aegean, và ông đã nhanh chóng chiếm quyền kiểm soát của Cilicia và Lycia từ anh trai của Kassandros, cũng như Pyrros, nhà vua của Epirus. Sau khi Pyrros đã can thiệp để giữ vùng biên giới của Ambracia, Demetrios xâm lược, giết Alexandros, và chiếm quyền kiểm soát Macedonia cho mình (294 TCN). Trong khi Demetrius hợp nhất sự kiểm soát của ông với vùng đất liền Hy Lạp, vùng lãnh thổ xa xôi hẻo lánh của ông bị tấn công và chiếm bởi Lysimachos (người đã thu hồi được khu vực phía tây Anatolia), Seleukos (người đã chiếm lấy hầu hết Cilicia), và Ptolemaios (người đã chiếm lại Síp, phía đông Cilicia, và Lycia).
Ngay sau đó, Demetrius đã buộc phải từ bỏ Macedonia bởi một cuộc nổi dậy hỗ trợ bởi liên minh của Lysimachos và Pyrros, những người đã chia sẻ Vương quốc giữa họ, và để lại quyền kiểm soát Hy Lạp cho con trai ông, Antigonos Gonatas, Demetrius đã phát động một cuộc viễn chinh về phía Đông trong năm 287 TCN. Mặc dù ban đầu thành công, Demetrios cuối cùng bị bắt bởi Seleukos (286 TCN), và bị giam giữ cho đến chết hai năm sau đó.

## Xung đột giữa Lysimachos và Seleukos, 285-281 TCN
Mặc dù Lysimachos và Pyrros đã hợp tác trong việc đánh đuổi Antigonos Gonatas khỏi Thessaly và Athens, trong bối cảnh của Demetrios bị bắt làm tù binh ở Syria, Lysimachos đã đánh đuổi Pyrros khỏi Macedonia.
Tranh chấp vương quyền cũng diễn ra ở Ai Cập, nơi Ptolemaios quyết định chọn con trai Ptolemaios Philadelphos của ông là người thừa kế của ông chứ không phải là người con cả, Ptolemaios Keraunos. Keraunos trốn sang chỗ Seleukos. Ptolemaios già cả đã mất trong an bình trên giường của mình năm 282 TCN, và Philadelphus kế vị ông.
Ngay sau đó Lysimachos đã mắc sai lầm chết người, ông đã sát hại người con trai mình Agathocles, vì sự xúi giục bởi người vợ thứ hai của mình, là Arsinoe (282 TCN). Vợ cũ của Agathocles, Lysandra, bỏ chạy tới triều đình Seleukos, người bây giờ tiến hành cuộc chiến tranh với Lysimachos. Seleukos, sau khi bổ nhiệm con trai Antiochos của ông làm vua vùng lãnh thổ châu Á của mình, đánh bại và giết chết Lysimachos tại trận Corupedium ở Lydia năm 281 TCN, nhưng Seleukos không sống đủ lâu để tận hưởng chiến thắng của ông - ông đã gần như ngay lập tức bị giết bởi Ptolemaios Ceraunos, mà lý do mà vẫn còn chưa rõ ràng.